# Reita Faria
Reita Faria Powell (n. cca. 23 august 1943 în Bombay) a fost prima femeie din India care a câștigat titlul de Miss World. După ce a câștigat titlul Miss coroana Bombay în același an, ea a câștigat la Eve's Weekly concursul Miss India și a fost aleasă pentru a candida în 1966 pentru titlul Miss World pe care l-a câștigat.
După expirarea mandatului ei de un an, a refuzat să apară și filme sau ca fotomodel și s-a concentrat pe terminarea studiilor medicale la colegiul "Grant Medical College & Sir J. J". Reita Faria locuiește împreună cu soțul ei, medicul endocrinolog David Powell în Dublin, Irlanda, cu care s-a căsătorit în 1971. Ei au doi copii și cinci nepoți. Reita a făcut parte din juriul de la concursul "Femina Miss India 1998", sau Miss World.